# Pablo Martín Caminero
Pablo Martín Caminero (* 1974 in Vitoria-Gasteiz) ist ein spanischer Jazzmusiker (Kontrabass, Komposition), der auch im Bereich der Klassischen Musik und des Flamenco tätig ist.

## Wirken
Martín Caminero begann mit siebzehn Jahren ein klassisches Kontrabassstudium an den Konservatorien von Bilbao und Vitoria. In der Zwischenzeit brachte er sich autodidaktisch den E-Bass bei und versuchte sich in anderen Musikgenres. Von 1994 bis 1999 studierte er an der Universität für Musik und darstellende Kunst Wien bei Josef Niederhammer und Herbert Mayr. Während der Ausbildung war er Mitglied des EGO (Jugendorchester des Baskenlandes) und des Joven Orquesta Nacional de España; auch spielte er mit dem Orchester von Ciudad de Granada, dem RIAS Jugendorchester Berlin und dem Wiener Jeunesse Orchester.
Nach dem Studienabschluss zog er nach Madrid, wo seine berufliche Karriere als Interpret, Komponist und Produzent startete. Er war Mitglied des Sextetts von Chano Domínguez und des Trios von Gerardo Núñez. Daneben arbeitete er mit Gruppen wie Ultra High Flamenco, Abe Rábade Trío, bandArt, Hippocampus, Euskal Barrokensemble, aber auch mit Jorge Pardo (Huellas), Perico Sambeat, Antonio Serrano, Niño Josele, Rocío Molina, Enrike Solinís (Colores del Sur) und Rosario La Tremendita.
Martín Caminero hat unter eigenem Namen mit seiner Band fünf Alben mit Flamenco Jazz veröffentlicht, Doméstica (2005), El Caminero (2011), O.F.N.I. (2014), Salto al vacío (2016) und Bost (2020). In seinem Quintett, das seit fast zehn Jahren besteht, wirken der Posaunist Toni Belenguer, der Saxophonist Ariel Brínguez, der Perkussionist Michael Olivera und als Pianist Moisés P. Sánchez. Daneben interpretiert er Flamenco Standards in einem Quartett mit Rycardo Moreno (Gitarre), Enrique Rodríguez Enriquito (Trompete) und Marc Miralta (Schlagzeug). Mit dem European Acoustic Trio mit Christian Howes und Federico Lechner veröffentlichte er zwei Alben. Im Fellini Quartet beschäftigt er sich mit Andreas Prittwitz, Claudio Constantini und Federico Lechner mit der Musik von Nino Rota.
Daneben ist Martín Caminero seit 2006 auch als Filmkomponist tätig und verfasste die Musik zu Spielfilmen wie El Menor de los males von Antonio Hernández oder El plan von Polo Menárguez, aber auch zu Kurz- und Dokumentarfilmen. Mit Antonio Ruz hat er die Choreographie Double Bach geschaffen, in der er die beiden ersten Cello-Suiten von Johann Sebastian Bach im Pizzicato spielt und die zeitgenössische Tänzerin Melania Olcina begleitet; Double Bach hatte 2016 beim Festival Internacional de Teatro Clásico de Almagro Premiere. Mit Ruz hat er auch die Musik für die Produktion Electra des spanischen Nationalballetts komponiert.